# Iblul-Il
Iblul-Il je bil najbolj energičen kralj (lugal) Drugega marijskega kraljestva, ki je vladal okoli leta 2380 pr. n. št. Znan je po obsežnih vojnih pohodih proti Ebli v dolini srednjega Evfrata in proti različnin nasprotnikom ob gornjem Tigrisu, s katerimi je vzpostavil marijsko oblast na severu Sirije.

## Vladanje

### Pohodi
Iblul-Il je organiziral več pohodov proti Ebli in njenim vazalom in zaveznikom. Vzrok zanje je bila verjetno naraščajoča militantnost Eble, njihov namen pa je bil prekinili trgovske poti med Kišem, Nagarjem in Eblo. Iblul-Il je bil sodobnik Eblinega kralja Igriš-Halama. V Enna-Daganovem pismu je omenjeno, da je ob srednjem Evfratu premagal mesto Galalaneni, in sodeloval v zmagoviti bitki z Abarsalom v pokrajini Zahiran,  ki jo je opustošil. Zatem se je odpravil na pohod v pokrajino Burman v deželi Sugurum, kjer je porazil mesta Šadab, Adalini in Arisum. Ko je izropal mesta Šaran in Damium, je pohod nadaljevali proti Neraadu in Hasuvanu. V mestu Mane je prejel davek iz Eble in iz trdnjave Hazuvan nadaljeval pohod in osvojil Emar.
V dolini Tigrisa je porazil  mesta Nahal, Nubat in Ša-da v pokrajini Gasur.</ref> Iblul-Il je pismu zadnjič omenjen po osvojitvi eblaitskih mest Barama, Aburu, Tibalat in Belan. Marijski kralj je uspešno dosegel svoje cilje, oslabil Eblo in pobral velik davek v srebru in zlatu.

## Nasledstvo
Iblul-Ila je nasledil Nizi. Enna-Daganovo pismo je izjemno težko brati. V prvih branjih je bil  avtor Enna-Dagan   predstavljen kot general Eble, ki je porazil in odstavil Iblul-Ila. Novejša branja so potrdila Anna-Dagana kot marijskega kralja. Razvozlanje besedil iz arhivov Eble je pokazalo, da je Anna-Dagan kot princ Marija med vladanjem svojih predhodnikov prejemal darila Eble.